# Камилов, Айнутдин Сиражудинович
Айнутдин Сиражудинович Камилов (19 января 1973, с. Нижний Дженгутай, Буйнакский район, Дагестанская АССР, РСФСР, СССР) —  российский спортсмен, специализируется по ушу, чемпион Европы и России.

## Биография
Ушу-саньда начал заниматься в 1991 году. Является чемпионом Европы. С 2007 года является директором муниципального учреждения дополнительного образования детей «детско-юношеская спортивная школа» Буйнакского района Дагестана.

## Спортивные достижения
- Чемпионат России по ушу 1996 — ;
- Чемпионат Европы по ушу 1996 — ;

## Личная жизнь
В 1990 году окончил среднюю школу в Буйнакске. По национальности — кумык.